# Abd al-Azíz ibn Saúd
Abd al-Azíz ibn Saúd (15. ledna 1875 – 9. listopadu 1953) byl prvním králem Saúdské Arábie, zakladatelem třetího saúdského státu. Vládl zemi v letech 1932–1953, přičemž území státu ovládal již předtím. Založil stát jako absolutistickou monarchii s rysy teokracie a tento charakter si drží s malými úpravami dodnes. Všichni následující králové Saúdské Arábie až dosud byli jeho potomky.
Abd al-Azízova moc vznikla ze strategické spolupráce s Velkou Británií na přelomu 19. a 20. století. Britové se snažili v oblasti Perského zálivu oslabit Osmanskou říši a podpořili proto Abd al-Azíze, tehdy tzv. saúdského emíra, v převratu proti proosmanským Rašídům. V lednu 1902 se Abd al-Azíz zmocnil Rijádu a později ovládl celý Nadžd. Poté postupně získával vliv mezi hlavními kmeny v oblasti, vytvořil primitivní státní organizaci a začal budovat armádu, jejichž hlavní složkou se stalo nábožensko-vojenské (wahhábistické) hnutí Ichwán („bratři“). Členové bratrstva zakládali osady, do kterých usazovali beduíny. Během první světové války se Abd al-Azízovi pomocí Ichwánu podařilo rozšířit svou moc na velkou část Arabského poloostrova. 1. září 1924 dobyl Táif a 16. října vstoupil do Mekky, nejposvátnějšího místa pro všechny muslimy. Po roce obléhání a následném dobytí Medíny se Abd al-Azíz prohlásil králem Hidžázu, Nadždu a přilehlých oblastí. V roce 1927 Britové uznali jeho království. V září 1932 oficiálně vzniklo království s názvem Saúdská Arábie s Abd al-Azízem jako absolutním monarchou.
Abd al-Azíz upevňoval svou moc ve všech sférách, často dle dosti archaických vzorců. Za Abd al-Azízovy vlády bylo v Saúdské Arábii například běžné otrokářství. (Zakázáno bylo až v roce 1963.) Ekonomicky však šla země po druhé světové válce rychle nahoru, především díky příjmům z ropy, jejíž naleziště udělaly ze Saúdské Arábie jednu z nejbohatších zemí světa. V roce 1942 navázaly se Saúdskou Arábií diplomatické styky USA a pozvolna se staly klíčovým Abd al-Azízovým spojencem. Byl to on, kdo umožnil Američanům v zemi stavět vojenské základny a Saúdové na oplátku získali dodávky amerických zbraní. Brzy se rovněž rozvinula vzájemná spolupráce v oblasti těžby ropy. Saúdská vláda sice zpočátku dostávala od amerických ropných společností pouze malé poplatky za vytěžené barely, ale to se změnilo v roce 1950, kdy začaly být zisky děleny půl na půl.
Abd al-Azíz zemřel v roce 1953 a zanechal po sobě mezi 34–47 synů (údaje se rozcházejí), které zplodil s 22 manželkami.

## Synové, kteří se stali králi
- Saúd bin Abd al-Azíz (1953–1964)
- Fajsal bin Abd al-Azíz (1964–1975)
- Chálid bin Abd al-Azíz (1975–1982)
- Fahd bin Abd al-Azíz (1982–2005)
- Abd Alláh bin Abd al-Azíz (2005–2015)
- Salmán bin Abd al-Azíz (od 2015)

## Vyznamenání
- čestný rytíř velkokříže Řádu lázně – Spojené království, 1935[1]
- komandér Legion of Merit – USA, 1947
- velkokříž Vojenského záslužného kříž s bílou dekorací – Španělsko, 1952[2]